# Austrodyptornithes
Austrodyptornithes là một nhánh chim bao gồm 2 bộ: Sphenisciformes (chim cánh cụt) và Procellariiformes (hải âu và họ hàng). Một cuộc phân tích gen vào năm 2014 đối với 48 loài chim còn tồn tại cho thấy chim cánh cụt là nhóm chị em đối với các loài thuộc Procellariiformes, kể từ khi chúng tách ra từ 60 triệu năm trước.
|  | Hydrobatidae (hải yến phương bắc)                                                                     |
|  | |
|  | \| \| Pelecanoididae (hải âu lặn) \| \| \| \| \| \| Procellariidae (các loài hải âu khác) \| \| \| \| |
|  | |
|  | Pelecanoididae (hải âu lặn)                                                                           |
|  | |
|  | Procellariidae (các loài hải âu khác)                                                                 |
|  | |

|  | Pelecanoididae (hải âu lặn)           |
|  |                                       |
|  | Procellariidae (các loài hải âu khác) |
|  |                                       |

|  | Hydrobatidae (hải yến phương bắc)                                                                     |
|  | |
|  | \| \| Pelecanoididae (hải âu lặn) \| \| \| \| \| \| Procellariidae (các loài hải âu khác) \| \| \| \| |
|  | |
|  | Pelecanoididae (hải âu lặn)                                                                           |
|  | |
|  | Procellariidae (các loài hải âu khác)                                                                 |
|  | |

|  | Pelecanoididae (hải âu lặn)           |
|  |                                       |
|  | Procellariidae (các loài hải âu khác) |
|  |                                       |

|  | Hydrobatidae (hải yến phương bắc)                                                                     |
|  | |
|  | \| \| Pelecanoididae (hải âu lặn) \| \| \| \| \| \| Procellariidae (các loài hải âu khác) \| \| \| \| |
|  | |
|  | Pelecanoididae (hải âu lặn)                                                                           |
|  | |
|  | Procellariidae (các loài hải âu khác)                                                                 |
|  | |

|  | Pelecanoididae (hải âu lặn)           |
|  |                                       |
|  | Procellariidae (các loài hải âu khác) |
|  |                                       |

|  | Hydrobatidae (hải yến phương bắc)                                                                     |
|  | |
|  | \| \| Pelecanoididae (hải âu lặn) \| \| \| \| \| \| Procellariidae (các loài hải âu khác) \| \| \| \| |
|  | |
|  | Pelecanoididae (hải âu lặn)                                                                           |
|  | |
|  | Procellariidae (các loài hải âu khác)                                                                 |
|  | |

|  | Pelecanoididae (hải âu lặn)           |
|  |                                       |
|  | Procellariidae (các loài hải âu khác) |
|  |                                       |

|  | Hydrobatidae (hải yến phương bắc)                                                                     |
|  | |
|  | \| \| Pelecanoididae (hải âu lặn) \| \| \| \| \| \| Procellariidae (các loài hải âu khác) \| \| \| \| |
|  | |
|  | Pelecanoididae (hải âu lặn)                                                                           |
|  | |
|  | Procellariidae (các loài hải âu khác)                                                                 |
|  | |

|  | Pelecanoididae (hải âu lặn)           |
|  |                                       |
|  | Procellariidae (các loài hải âu khác) |
|  |                                       |

|  | Hydrobatidae (hải yến phương bắc)                                                                     |
|  | |
|  | \| \| Pelecanoididae (hải âu lặn) \| \| \| \| \| \| Procellariidae (các loài hải âu khác) \| \| \| \| |
|  | |
|  | Pelecanoididae (hải âu lặn)                                                                           |
|  | |
|  | Procellariidae (các loài hải âu khác)                                                                 |
|  | |

|  | Pelecanoididae (hải âu lặn)           |
|  |                                       |
|  | Procellariidae (các loài hải âu khác) |
|  |                                       |

|  | Hydrobatidae (hải yến phương bắc)                                                                     |
|  | |
|  | \| \| Pelecanoididae (hải âu lặn) \| \| \| \| \| \| Procellariidae (các loài hải âu khác) \| \| \| \| |
|  | |
|  | Pelecanoididae (hải âu lặn)                                                                           |
|  | |
|  | Procellariidae (các loài hải âu khác)                                                                 |
|  | |

|  | Pelecanoididae (hải âu lặn)           |
|  |                                       |
|  | Procellariidae (các loài hải âu khác) |
|  |                                       |

|  | Hydrobatidae (hải yến phương bắc)                                                                     |
|  | |
|  | \| \| Pelecanoididae (hải âu lặn) \| \| \| \| \| \| Procellariidae (các loài hải âu khác) \| \| \| \| |
|  | |
|  | Pelecanoididae (hải âu lặn)                                                                           |
|  | |
|  | Procellariidae (các loài hải âu khác)                                                                 |
|  | |

|  | Pelecanoididae (hải âu lặn)           |
|  |                                       |
|  | Procellariidae (các loài hải âu khác) |
|  |                                       |